# Europapokal der Pokalsieger 1966/67
Der Europapokal der Pokalsieger 1966/67 war die siebte Ausspielung des Wettbewerbs der europäischen Fußball-Pokalsieger. 32 Klubmannschaften aus 31 Ländern nahmen teil, darunter Borussia Dortmund als Titelverteidiger, 28 amtierende Pokalsieger und drei unterlegene Pokalfinalisten (Servette Genf, SK Rapid Wien und Tatran Prešov).
Aus Deutschland nahmen außerdem der DFB-Pokalsieger FC Bayern München und aus der DDR der FDGB-Pokalsieger BSG Chemie Leipzig am Wettbewerb teil.
Das Finale bestritten der FC Bayern München und die Glasgow Rangers im Städtischen Stadion in Nürnberg am 31. Mai 1967. Die Bayern gewannen das Spiel mit 1:0 nach Verlängerung durch einen Treffer von Franz Roth. Es war ihr erster Europapokaltitel. Durch den Finaleinzug der Bayern konnten zum ersten Mal in drei aufeinanderfolgenden Spielzeiten die Pokalsieger eines Verbandes das Finale erreichen und durch den Sieg der Bayern zum ersten Mal in zwei aufeinanderfolgenden Spielzeiten die Pokalsieger eines Verbandes den Titel gewinnen.
Torschützenkönig wurde Roger Claessen von Standard Lüttich mit zehn Treffern.

## Modus
Die Teilnehmer spielten wie gehabt im reinen Pokalmodus mit Hin- und Rückspielen den Sieger aus. Gab es nach beiden Partien Torgleichstand, entschied die Anzahl der auswärts erzielten Tore (Auswärtstorregel). War auch deren Anzahl gleich fand erstmals ein Losverfahren statt, da ein Elfmeterschießen noch nicht vorgesehen war. Das Finale wurde in einem Spiel auf neutralem Platz entschieden. Bei unentschiedenem Spielstand nach Verlängerung wäre ein Wiederholungsspiel angesetzt worden, da auch im Finale noch kein Elfmeterschießen vorgesehen war.

## Vorrunde
Da Titelverteidiger Borussia Dortmund für die zweite Runde gesetzt war, musste das Teilnehmerfeld für die 1. Runde um eine Mannschaft auf 30 reduziert werden.
Das Hinspiel fand am 22. August, das Rückspiel am 31. August 1966 statt.
|                 | Gesamt |                  | Hinspiel | Rückspiel |
| --------------- | ------ | ---------------- | -------- | --------- |
| Valur Reykjavík | 2:9    | Standard Lüttich | 1:1      | 1:8       |

## 1. Runde
Freilos:  Borussia Dortmund (Titelverteidiger)
Die Hinspiele fanden vom 24. August bis 5. Oktober, die Rückspiele vom 7. September bis 12. Oktober 1966 statt.
|                    | Gesamt |                      | Hinspiel | Rückspiel |
| ------------------ | ------ | -------------------- | -------- | --------- |
| SK Rapid Wien      | 9:3    | Galatasaray Istanbul | 4:0      | 5:3       |
| Skeid Oslo         | 4:5    | Real Saragossa       | 3:2      | 1:3       |
| Servette Genf      | 3:2    | Åbo IFK              | 1:1      | 2:1       |
| FC Floriana        | 1:7    | Sparta Rotterdam     | 1:1      | 0:6       |
| Standard Lüttich   | 6:1    | Apollon Limassol     | 5:1      | 1:0       |
| Swansea Town       | 1:5    | Slawia Sofia         | 1:1      | 0:4       |
| Glentoran FC       | 1:5    | Glasgow Rangers      | 1:1      | 0:4       |
| AEK Athen          | 2:4    | Sporting Braga       | 0:1      | 2:3       |
| OFK Belgrad        | 1:6    | Spartak Moskau       | 1:3      | 0:3       |
| Shamrock Rovers    | 8:2    | Spora Luxembourg     | 4:1      | 4:1       |
| Tatran Prešov      | 3:4    | FC Bayern München    | 1:1      | 2:3       |
| AC Florenz         | 3:4    | Rába ETO Győr        | 1:0      | 2:4       |
| Aalborg BK         | 1:2    | FC Everton           | 0:0      | 1:2       |
| BSG Chemie Leipzig | 5:2    | Legia Warschau       | 3:0      | 2:2       |
| Racing Straßburg   | 2:1    | Steaua Bukarest      | 1:0      | 1:1       |

## 2. Runde
Die Hinspiele fanden am 9./23./30. November, die Rückspiele vom 16. November bis 14. Dezember 1966 statt.
|                    | Gesamt    |                   | Hinspiel | Rückspiel |
| ------------------ | --------- | ----------------- | -------- | --------- |
| Servette Genf      | 2:1       | Sparta Rotterdam  | 2:0      | 0:1       |
| Shamrock Rovers    | 3:4       | FC Bayern München | 1:1      | 2:3       |
| Real Saragossa     | 2:1       | FC Everton        | 2:0      | 0:1       |
| Spartak Moskau     | 1:2       | SK Rapid Wien     | 1:1      | 0:1       |
| Rába ETO Győr      | 3:2       | Sporting Braga    | 3:0      | 0:2       |
| Racing Straßburg   | 1:2       | Slawia Sofia      | 1:0      | 0:2       |
| Glasgow Rangers    | 2:1       | Borussia Dortmund | 2:1      | 0:0       |
| BSG Chemie Leipzig | (a)2:2(a) | Standard Lüttich  | 2:1      | 0:1       |

## Viertelfinale
Die Hinspiele fanden am 15./26. Februar und 1. März, die Rückspiele am 8. März 1967 statt.
|                 | Gesamt    |                   | Hinspiel | Rückspiel |
| --------------- | --------- | ----------------- | -------- | --------- |
| SK Rapid Wien   | 1:2       | FC Bayern München | 1:0      | 0:2 n. V. |
| Servette Genf   | 1:3       | Slawia Sofia      | 1:0      | 0:3       |
| Rába ETO Győr   | 2:3       | Standard Lüttich  | 2:1      | 0:2       |
| Glasgow Rangers | (L)2:2(L) | Real Saragossa    | 2:0      | 0:2 n. V. |

## Halbfinale
Die Hinspiele fanden am 11./19. April, die Rückspiele am 26. April und 3. Mai 1967 statt.
|                   | Gesamt |                  | Hinspiel | Rückspiel |
| ----------------- | ------ | ---------------- | -------- | --------- |
| FC Bayern München | 5:1    | Standard Lüttich | 2:0      | 3:1       |
| Slawia Sofia      | 0:2    | Glasgow Rangers  | 0:1      | 0:1       |

## Finale
| FC Bayern München                              | FC Bayern München | Glasgow Rangers | Glasgow Rangers | Aufstellung                                         |
| ---------------------------------------------- | --- | --- | --------------- | --------------------------------------------------- |
| FC Bayern München                              | \| 31. Mai 1967 in Nürnberg (Städtisches Stadion) \| \| Ergebnis: 1:0 n. V. \| \| Zuschauer: 69.480 \| \| Schiedsrichter: Concetto Lo Bello ( Italien) \|                                                                   | \| 31. Mai 1967 in Nürnberg (Städtisches Stadion) \| \| Ergebnis: 1:0 n. V. \| \| Zuschauer: 69.480 \| \| Schiedsrichter: Concetto Lo Bello ( Italien) \|                                | Glasgow Rangers | Aufstellung FC Bayern München gegen Glasgow Rangers |
| FC Bayern München                              | Sepp Maier – Hans Nowak, Franz Beckenbauer, Werner Olk , Peter Kupferschmidt – Franz Roth, Rainer Ohlhauser, Dieter Koulmann – Rudolf Nafziger, Gerd Müller, Dieter Brenninger Cheftrainer: Zlatko Čajkovski ( Jugoslawien) | Norrie Martin – Kai Johansen, David Provan – Sandy Jardine, Ronnie McKinnon, John Greig – Willie Henderson, Alex Smith, Roger Hynd, Dave Smith, Willie Johnston Cheftrainer: Scott Symon | Glasgow Rangers | Aufstellung FC Bayern München gegen Glasgow Rangers |
| FC Bayern München                              | 1:0 Franz Roth (108.) | | Glasgow Rangers | Aufstellung FC Bayern München gegen Glasgow Rangers |
| 31. Mai 1967 in Nürnberg (Städtisches Stadion) | | |                 |                                                     |
| Ergebnis: 1:0 n. V.                            | | |                 |                                                     |
| Zuschauer: 69.480                              | | |                 |                                                     |
| Schiedsrichter: Concetto Lo Bello ( Italien)   | | |                 |                                                     |